# Protagonista silencioso
En los videojuegos, un protagonista silencioso es un personaje central que no interactúa verbalmente con otros personajes dentro de la narrativa de una historia. En el contexto de la historia ellos generalmente simplemente observan los eventos que ocurren a su alrededor, y usualmente otros les dan órdenes y así no deben responder.

## En videojuegos
Los protagonistas silenciosos son prevalecientes en los videojuegos. Esta práctica empezó debido a las limitaciones tecnológicas e historias simples que no requerían diálogo. A medida que la tecnología mejoraba, los videojuegos se movían más y más lejos de esta tendencia. Sin embargo, en el principio de los '90, el protagonista silencioso se convirtió en la nueva tendencia del género RPG, y muchos de los juegos más exitosos de esa era presentan un héroe mudo como líder. Mientras que la mayoría de los juegos habían abandonado la idea del protagonista silencioso en favor del realismo, varias series tales como The Legend of Zelda, Pokémon y Breath of Fire han continuado la tradición. El contrapunto común al agregó de "realismo" de un personaje que hable es que un personaje mudo le permite al jugador proveer su propia voz para él, y así hacer una inmersión más profunda en la trama. Tal vez uno de los más famosos protagonistas silenciosos en los RPG de los '90 sea Crono, de Chrono Trigger.
En algunos juegos, especialmente esos apuntados a jugadores mayores, los protagonistas silenciosos son usados como chistes internos para referirse a un viejo estereotipo. En las series Half-Life, hay varias ocasiones donde personajes del juego hacen bromas acerca del silencio del protagonista, Gordon Freeman. "¿Eres hombre de pocas palabras, eh?", dice Alyx Vance no mucho después de conocer al jugador.
Juegos notables que incluyan protagonistas silenciosos:
- La serie de Super Mario.
  - Super Mario RPG lleva el concepto de narrador silencioso a niveles paródicos donde Mario hace pantomimas (y cambia de forma) para explicar cosas a través de charadas.
- Las series Half-Life.
- Las series Portal
- Las series de The Legend of Zelda
- Las series de Pokémon
- F.E.A.R. - First Encounter Assault Recon
- EarthBound
- Dragon Quest
- Claude Speed no habla en el popular juego Grand Theft Auto III.
- Gordon Freeman y Adrian Shephard no hablan en Half-Life y Half-Life: Opposing Force, respectivamente.
- Las series Medal of Honor
- La serie BioShock (Excepto BioShock: Infinite)
- Halo 3: ODST
- Return to Castle Wolfenstein
- Las series Metroid (Las excepciones son Metroid Fusion donde Samus conversa con el ordenador Adam y en Metroid Other M donde Samus tiene Voz).
- The Legend of Legaia.
- Crash Bandicoot
- Jak And Daxter (Jak, el protagonista silencioso, tiene voz en Jak 2 y Jak 3.
- Golden Sun (en la secuela, un personaje diferente es el protagonista, y de lo contrario, el protagonista silencioso del primer juego tiene líneas).
- La serie de juegos de rol
- El Videojuego SCP: Containment Breach*"Benjamín Oliver Walker" (D-9341)Es uno de esos protagonistas que no hablan y que solo emiten ruidos

Ultima.

## Uso para contar la historia
Protagonistas silenciosos permiten al jugador crear su propia interpretación de un personaje. Al no ser sugerido por diálogo escrito, la naturaleza del personaje y lo que dicen quedan para la imaginación del jugador. Esto es en contraste con juegos tales como Duke Nukem 3D, donde el protagonista frecuentemente hace comentarios durante el juego, y esto deja al jugador con una pequeña duda acerca de la naturaleza del personaje.

## Aspecto técnico
Aunque el protagonista silencioso no tiene líneas de texto en pantalla, el jugador puede interferir en lo que el personaje está diciendo. Cuando el personaje está contestando preguntas dirigidas a él, lo inducido puede a veces dar dos respuestas que van más allá de "sí" y "no". Por ejemplo:
"¿Qué deberíamos hacer?"
- Atacar desde atrás
- Golpearlo por el frente

Ocasionalmente, es inferido que el protagonista silencioso está de hecho comunicándose verbalmente con otros personajes, a pesar de que el jugador no puede ver ni oír este diálogo. Esto puede ser inferido cuando los personajes alrededor del protagonista silencioso hacen eco de declaraciones o preguntas que se asume vinieron del protagonista. Continuando con el ejemplo, "¿Qué dices?, ¿atacar desde atrás como cobardes?".
A menudo, el segundo en el grupo (el protagonista silencioso es usualmente el primero del grupo) harán preguntas en nombre del protagonista silencioso, como Rui hace en Pokémon Colosseum o Garet en "Golden Sun".